# Sapulpa
Sapulpa è una città degli Stati Uniti, situata tra le contee di Creek e di Tulsa nello Stato dell'Oklahoma.